# Orehek (Postumia)
Orehek (in italiano Orecca di Postumia, desueto) è un centro abitato della Slovenia, frazione del comune di Postumia.

## Storia
Il centro abitato apparteneva storicamente alla Carniola ed era noto sia con il toponimo tedesco di Nußdorf e con quello sloveno di Orehek.
Dopo la prima guerra mondiale passò, come tutta la Venezia Giulia, al Regno d'Italia; il toponimo venne italianizzato in Orecca.
Dopo la seconda guerra mondiale il territorio passò alla Jugoslavia; attualmente Orehek è frazione del comune di Postumia.